# Кръсто Лазаров
Кръсто (Кръстьо, Кръстю) Лазаров Иванов, известен като Кумановски, Конюшки, или Ставре, е български революционер, кумановски войвода на Вътрешната македоно-одринска революционна организация и Вътрешната македонска революционна организация.

## Биография

### Ранни години
Кръсто Лазаров е роден през 1881 година в село Конюх, Кратовско, тогава в пределите на Османската империя. Самият Лазаров посочва 1881 – 1882 година. Баща му умира преди раждането му и Лазаров е отгледан от майка си Анастасия (Таска) и един от братята си Дойчин. Към 1889 – 1890 година майка му с двама от братята му се мести в Куманово, а един от другите му братя се установява в Свободна България.

### Четник на ВМОК
В Куманово Кръсто живее с войводата Ангел Малински, който му се доверява и Кръсто започва да пренася оръжие в града. При избухването на Винишката афера в 1897 година първо Малински, а след него и Лазаров с помощта на хазаина си Никола Канаревски бяга в Кюстендил, България. В Кюстендил се среща с Малински, който му дава пари и му разкрива същността на Вътрешната организация. По-късно Лазаров се премества в София при по-големия си брат, който през 1895 година е четник при Антон Бузуков и Димитър Матов. Запознава се с четници на Върховния македоно-одрински комитет и в централата на Комитета на площад „Славейков“ се записва като четник.
В 1901 година за пръв път влиза с въоръжена чета в Македония като четник на капитан Йордан Стоянов. Четата се състои от 30 души и е въоръжена и снабдена от Върховния комитет. Минава границата в местността Чатал при Рилския манастир, но в село Сърбиново Лазаров се разболява и заедно с още няколко четници се връща в България.
Непосредствено след Горноджумайското въстание през 1902 година навлиза в Горноджумайско с 60 – 70 души чета, под командването на капитан Стефан Димитриев. Четата обикаля силно засегнатия Горноджумайски район и на връщане води сражение на границата. След изтеглянето си в България Лазаров заедно с повечето четници се присъдинява към четата на капитан Стоянов, която се кани на навлезе в Македония. Четата от 30 души е оглавена от пристигналия генерал Иван Цончев и през селата Бистрица, Марулево, Градево, Сърбиново и Сенокос стига до Ощава. Тук са изненадани от потеря и в избухналото сражение един четник загива. При изтеглянето на четата са ранени стар четник опълченец от Руси и Кръсто Лазаров – в левия крак. През Предела четата се изтегля в България.
В София Лазаров се лекува, подпомогнат материално от Славянското дружество. През пролетта на 1903 година, преди Гергьовден, капитан Стоянов отново формира чета, в която влиза и Кръсто Лазаров. Помощници на Стоянов са подпоручик Христо Танушев и фелдфебел Мицов, а в четата влиза и комитката Катерина Арнаудова. Четата обикаля селата Влахи, Пирин и Лиляново. В Ощава са предадени и след сражение се изтеглят към Сърбиново и Сенокос. В Сенокос четата отново е открита от потеря и след сражение отстъпва, като загиват Ангел, учител от Кресна и Страшимир от Елена. Група от 5 – 6 човека, в която влиза и Лазаров, се загубва от основната. Оглавена от старшина от Търново и учител от Серско, малката чета след няколко дена се изтегля в Рилския манастир.

### Четник на ВМОРО в Илинденско-Преображенското въстание
В България Лазаров почти веднага се присъединява към четата на войводата Никола Пушкаров, с която влиза в Македония и четата на кратовския войвода Димче Берберчето. Двете чети са придружени от четата на велешкия войвода подпоручик Панчо Константинов, която има задача да подпомага навлизането на четите през границата и ги съпровожда до село Дренък. Кратовската чета на Диме Берберчето остава в Кратовско, а тази на Пушкаров продължава за Кумановско и Скопско. Основна цел за четата през Илинденско-Преображенското въстание е взривяването на железопътната линия Солун – Скопие. Дават взрив на Диме Рупчето от село Новачани, който го поставя на линията, а четата се оттегля във Ветерския манастир. След няколко дена на 1 август са открити от войници край Кожле и избухва сражение, в което загиват няколко войници, а останалите се разпръсват. Към четата се присъединяват няколко души от Кожле. На 2 август водят успешно сражение с нова потеря. Обстрелват влаковете и принуждават пътническия влак да се върне в Скопие. Пристига много войска и башибозук и избухва ожесточено сражение, което продължава до вечерта. Със спускането на мрака четата отстъпва към Дивля без жертви, като само няколко четници се губят и само стигат до България. Към четата на Пушкаров се присъединява и сърбоманската чета на Ангелко Алексов.
На 3 август 1903 година при Дивля срещат четата на Боби Стойчев, който преследва четата на Ангелко. От Скопско, Кумановско и Велешко пристигат потери и четите поемат за Овче поле, към една височина над Гюрищкия манастир. Двете български чети и сърбоманската наброяват около 50 души. Над село Сопот четите дават голямо сражение на турска войска и башибозук. Оттеглят се към Дивля и през Живине, Павлишенци, Пезово, Конюх, Беляковци, Сейланци и Пчинския манастир стигат до сръбската граница, която минават и се установяват в село Бущране. При тях пристиг граничният офицер капитан Рафаилович, който е и деец на сръбския революционен комитет и благодарение на поречките сърбомани, сръбските власти не им правят проблеми и българите през Мосул минават в България, където за кратко са интернирани.
Преди края на въстанието Лазаров влиза в нова чета от около 400 – 500 души с войводи Сотир Атанасов, Атанас Мурджев, Никола Пушкарев и Димитър Ганчев. В четата е и Глигор Соколов, който по-късно става сърбомански войвода. Целта на четата е да запали Крива паланка. Четата минава границата при Коприва, навлиза 3 – 4 km в Османската империя, но след съвещание на войводите се връща, тъй като въстанието е към края си и османците осветяват с факли цялата гранична линия. На излизане четата дава сражение на граничните османски войски. Част от нея, в която е и Лазаров, остава по границата и нощно време напада турските постове, като навлиза в турска територия и ги обстрелва от там. Турците за отмъщение нападат село Караманица и го обират. След края на въстанието четата се разформирова, като в Лазаров остава с 5 – 6 души в село Доганица да пази оръжието, което предава на войводата Мише Развигоров.

### Войвода на ВМОРО
Лазаров прекарва зимата на 1903/1904 година в Кюстендил. През пролетта на 1904 година навлиза в Македония с чета от 7 – 8 души, изпратена от кумановско-скопския войвода Пушкаров. С четата е и Тодор Паница, изпратен за войвода в Кумановско. С четата върви и кратовската чета на Йордан Спасов. Четата е добре приета и за пръв път обикаля селата покрай сръбската граница към Байловци и манастира „Свети Прохор Пчински“ по планината Козяк. В село Пчиня са открити случайно от турчин и за пръв път Лазаров се сражава като самостоятелен войвода, тъй като Паница е заминал по работа в Куманово. Четата открива огън и се оттегля. Турците подпалват една от махалите на селото и убиват двама души селяни. След това четата обикаля някои от селата от околията и в село Жегняни се среща с Тодор Паница и продължава да обикаля селата откъм Козячката страна с център Байловци. Обикалят подкозячките села откъм сръбската граница Байловци, Рамно, Дълбочица, Малотино, Степанци, Жегняни, Арбанашко, Цвиланци, Алинци, Осиче, Дренък, Кокино, Цветишинци, Канарево, Ора, Облавци, Ругинци и Брешко. После обикалят селата Пелинци, Карловци и Враготурци.
Към Великден 1904 година се прибират в България, но скоро Лазаров отново навлиза в Македония този път с четата на Атанас Бабата, която действа в Кратовско около месец. В нея отдельонен началник е Йордан Спасов. Същевременно през юли 1904 година за Кумановско заминава Константин Нунков, който замества Санде Чолака като околийски войвода. Лазаров се отделя от четата на Атанас Бабата и остава в Кумановско с Нунков, тъй като познава района добре. Четата започва да обикаля Кумановско, тъй като вече се появяват сръбски чети откъм манастира „Свети Прохор Пчински“. Заедно с Нунков Лазаров участва в Живинското съвещание на Скопски революционен окръг през есента на 1904 година. Наскоро след сбирката към края на 1904 година Нунков заминава на почивка в България и за свой заместник оставя Гроздан Башчауша. В началото на 1905 година Лазаров заедно с Димитър Бачев от Велес изпълнява смъртната присъда над сърбоманския поп Атанас Петров и след завръщането на Нунков заедно с Башчауша се оттегля в България. В това време в Кумановско сръбската пропаганда настъпва от север, като овладява селата Байловци, Арбанашко, Цветишница, Дълбочица и Малотино, докато в района се преследват районната чета на Нунков и сарафистката чета на Панайот Байчев и Михаил Шуманов. През февруари Нунков загива с цялата си чета, като Бачев не му се притича на помощ и впоследствие е принуден от селяните да се оттегли в България. Сърбите започват да отвличат изявени българи - в село Арбанашко е отвлечен учителят Петър Караманов, отвлечени са учителят в Кокино – Цветко Зайков и учителят в Рамно. Убити са в село Беляковци – Теодоси Шоляков, в Младо Нагоричане – Славейко Граматиков, в Челопек – учителят Величко и няколко селяни. Сърбите в двата месеца, в които околиято сатава без чета, се спускат и към полските села Канарево, Цвиланци, Облавци, Младо и Старо Нагоричене, които оказват съпротива, но успяват да овладеят Козяк и така прекъсват пътя Крива паланка - Скопие.
През пролетта на 1905 година като кратовски войвода заминава Михаил Чаков и Лазаров тръгва с него като четник. Четата освобождава пътя Куманово - Паланка и част от селата се завръщат към българщината - Орах, Канарево, Цвиланци, Степанци, Жегняни, Койнци, Челопек, част от Старо Нагоричани, част Четирци.
Лазаров продължава редовно да влиза с чети в Македония, като освен срещу турци вече се сражава и със Сръбската пропаганда в Македония. Към 1907 година е кумановски районен войвода и действа с чета от 8 души.
| Чета на Кръсто Лазаров, 4 октомври 1906 година | Чета на Кръсто Лазаров, 4 октомври 1906 година | Чета на Кръсто Лазаров, 4 октомври 1906 година | Чета на Кръсто Лазаров, 4 октомври 1906 година | Чета на Кръсто Лазаров, 4 октомври 1906 година |
| Номер                                          | Име                                            | Селище                                         | Околия                                         | Забележка                                      |
| ---------------------------------------------- | ---------------------------------------------- | ---------------------------------------------- | ---------------------------------------------- | ---------------------------------------------- |
| 1.                                             | Кръсто Лазаров                                 | Конюх                                          | Кратовска                                      |                                                |
| 2.                                             | Пенчо Николов                                  | Сливен                                         | България                                       |                                                |
| 3.                                             | Петър Дуков                                    | Сланско                                        | Прилепска                                      |                                                |
| 4.                                             | Симеон Аврамов                                 | Брод                                           | Кичевска                                       |                                                |
| 5.                                             | Милан Стефанов                                 | Павлишенци                                     | Кумановска                                     |                                                |
| 6.                                             | Йовчо Кузманов                                 | Челопек                                        | Кумановска                                     |                                                |
| 7.                                             | Стефан х. Иванов                               | Перущица                                       | Т. Пазарджишка                                 | [ 28 ]                                         |

| Чета на Кръсто Лазаров, 23 май 1907 година | Чета на Кръсто Лазаров, 23 май 1907 година | Чета на Кръсто Лазаров, 23 май 1907 година | Чета на Кръсто Лазаров, 23 май 1907 година | Чета на Кръсто Лазаров, 23 май 1907 година |
| Номер                                      | Име                                        | Селище                                     | Околия                                     | Забележка                                  |
| ------------------------------------------ | ------------------------------------------ | ------------------------------------------ | ------------------------------------------ | ------------------------------------------ |
| 1.                                         | Кръсто Лазаров                             | Конюх                                      | Кратовска                                  |                                            |
| 2.                                         | Стойко Алексов                             | Колицко                                    | Кумановска                                 |                                            |
| 3.                                         | Теодос Анев                                | Малино                                     | Кумановска                                 |                                            |
| 4.                                         | Денко Банев                                | Станевци                                   | Кумановска                                 |                                            |
| 5.                                         | Милан Стефанов                             | Павлешенци                                 | Кумановска                                 |                                            |
| 6.                                         | Траян Стойков                              | Куманово                                   |                                            |                                            |
| 7.                                         | Кръсто Талев                               | Льорека                                    | Ресенска                                   |                                            |
| 8.                                         | Димитър Иванов                             | Бобошево                                   | Дупнишка                                   |                                            |
| 9.                                         | Димитър Иванчев                            | Ковачевци                                  | Радомирска                                 |                                            |
| 10.                                        | Стоян Мицов                                | Неманици                                   | Щипска                                     |                                            |
| 11.                                        | Андрей Нацов                               | Агино село                                 | Скопска                                    | [ 29 ]                                     |

След Младотурския преврат Кръсто Лазаров е легален от 16 юли 1908 година до Коледата на 1909 година, когато бяга в България. След това се връща в Македония и оглавява чета. На 13 юли се сражава успешно с войска при село Тръстеник, което за отмъщение е опожарено и разрушено с артилерия от войската.

### Войни за национално обединение
До започването на Балканската война той продължава често да навлиза в Македония, като после се изтегля в България. След обявяването на мобилизация за войната не позволява на сръбски чети да навлязат в Азот. По време на войната е в четата на Тодор Александров. С четата си по време на Кумановската битка с няколко хиляди четници и милиция предприема атака на турските позиции в гръб и пленява тежката артилерия при село Орашец, която пречи на сръбското настъпление през теснината. След превземането на Куманово назряват проблеми със сръбските окупатори, които издават заповед за убийството му и унищожение на четата му и Лазаров се изтегля в България. Връща се в Македония нелегален и обикаля Кумановско и Щипско, а в началото на 1913 година разузнава сръбските военни сили във Вардарска Македония. В Междусъюзническата война е в Сборната партизанска рота на МОО.
| Чета на Кръсто Лазаров, 1914 година | Чета на Кръсто Лазаров, 1914 година | Чета на Кръсто Лазаров, 1914 година | Чета на Кръсто Лазаров, 1914 година | Чета на Кръсто Лазаров, 1914 година |
| Номер                               | Име                                 | Селище                              | Околия                              | Забележка                           |
| ----------------------------------- | ----------------------------------- | ----------------------------------- | ----------------------------------- | ----------------------------------- |
| 1.                                  | Кръсто Лазаров                      | Конюх                               | Кратовско                           |                                     |
| 2.                                  | Милан Живински                      | Живино                              | Кумановско                          |                                     |
| 3.                                  | Тодор Малински                      | Малино                              | Светиниколско                       |                                     |
| 4.                                  | Йордан Голев                        | Малино                              | Светиниколско                       |                                     |
| 5.                                  | Лиман                               | Койнари                             | Скопско                             |                                     |

| Втора чета на Кръсто Лазаров, 1914 година | Втора чета на Кръсто Лазаров, 1914 година | Втора чета на Кръсто Лазаров, 1914 година | Втора чета на Кръсто Лазаров, 1914 година | Втора чета на Кръсто Лазаров, 1914 година |
| Номер                                     | Име                                       | Селище                                    | Околия                                    | Забележка                                 |
| ----------------------------------------- | ----------------------------------------- | ----------------------------------------- | ----------------------------------------- | ----------------------------------------- |
| 1.                                        | Иван Г. Чолаков                           | Ески Джумая                               | Ескиджумайско                             |                                           |
| 2.                                        | Теодос Малински                           | Куманово                                  | Кумановско                                |                                           |
| 3.                                        | Арсен Янев                                | Павлишенци                                | Светиниколско                             |                                           |
| 4.                                        | Милан Константинов                        | Живино                                    | Кумановско                                |                                           |
| 5.                                        | Ванчо Ларев                               | Кукуш                                     | Кукушко                                   |                                           |
| 6.                                        | Крум Кушавалиев                           | Кукуш                                     | Кукушко                                   |                                           |
| 7.                                        | Васил Трайков                             | Али Ходжалар                              | Кукушко                                   |                                           |
| 8.                                        | Николай Николаев                          | Кюстендил                                 | Кюстендилско                              |                                           |
| 9.                                        | Дане Колев                                | Кукуш                                     | Кукушко                                   |                                           |
| 10.                                       | Трайко Кръстев                            | Оризарци                                  | Солунско                                  |                                           |
| 11.                                       | Кръсто Попимитров                         | Дъбово                                    | Солунско                                  |                                           |
| 12.                                       | Ангел Трайков                             | Валгаци                                   | Солунско                                  |                                           |
| 13.                                       | Илия Атанасов                             | Женско                                    | Кукушко                                   |                                           |
| 14.                                       | Ваню Лазаров                              | Беглерия                                  | Кукушко                                   |                                           |
| 15.                                       | Васил Христов                             | Саламурово                                | Солунско                                  |                                           |
| 16.                                       | Иван Григоров                             | Ново село                                 | Солунско                                  |                                           |
| 17.                                       | Перикли Ставров                           |                                           | Солунско                                  |                                           |
| 18.                                       | Стойчо Добрев                             | Куманово                                  | Кумановско                                |                                           |
| 19.                                       | Гани Арсов                                | Пезово                                    | Кумановско                                |                                           |
| 20.                                       | Атанас Христов                            | Бела църква                               | Хрупищко                                  |                                           |
| 21.                                       | Атанас Славов                             | Корнофолия                                | Пловдивско                                |                                           |
| 22.                                       | Иван Делчев                               | Панагюрище                                | Панагюрско                                |                                           |
| 23.                                       | Найден Стоянов                            | Койнаре                                   | Скопско                                   |                                           |
| 24.                                       | Цветан П. Байчинов                        | Куманово                                  | Кумановско                                |                                           |
| 25.                                       | Йосиф Гелев                               | Живино                                    | Кумановско                                |                                           |
| 26.                                       | Йордан Ангелов                            | Куманово                                  | Кумановско                                |                                           |
| 27.                                       | Георги Николчов                           | Скакавица                                 | Кюстендилско                              |                                           |
| 28.                                       | Георги Стоянов                            | Мушково                                   | Кратовско                                 |                                           |
| 29.                                       | Христо Ценков                             | Мирково                                   | Скопско                                   |                                           |

След войната се установява за кратко в България. Преди и след началото на Първата световна война води агитационна дейност. На 4 октомври 1914 година (стар стил) Кръсто Лазаров е предаден с четата си в село Кетеново. Четата е обградена, но пробива обсадата на сръбските войски. Загиват Йосиф Делев от Живине, Иван Делчев от Панагюрище и Васил Христов от Сарамурово, Солунско. От сръбска страна загиват 7 войници и много са ранени. На следващия 5 октомври четата дава сражение при Пезово без жертви. На 7 октомври се сражава при Патечино, Щипско, където загива четникът Кълъчов от Кукуш.
| Кумановска чета на Кръсто Лазаров, 28 май - 7 август 1915 година | Кумановска чета на Кръсто Лазаров, 28 май - 7 август 1915 година | Кумановска чета на Кръсто Лазаров, 28 май - 7 август 1915 година | Кумановска чета на Кръсто Лазаров, 28 май - 7 август 1915 година | Кумановска чета на Кръсто Лазаров, 28 май - 7 август 1915 година |
| Номер                                                            | Име                                                              | Селище                                                           | Околия                                                           | Забележка                                                        |
| ---------------------------------------------------------------- | ---------------------------------------------------------------- | ---------------------------------------------------------------- | ---------------------------------------------------------------- | ---------------------------------------------------------------- |
| 1.                                                               | Тодос Арсенов                                                    | Малино                                                           | Кумановско                                                       |                                                                  |
| 2.                                                               | Милан Костадинов                                                 | Живино                                                           | Кумановско                                                       |                                                                  |
| 3.                                                               | Арсен Божинов                                                    | Павлишенци                                                       | Кумановско                                                       |                                                                  |
| 4.                                                               | Тодор Тошанов                                                    | Щип                                                              | Щипско                                                           |                                                                  |
| 5.                                                               | х. Траян Петков                                                  | Винци                                                            | Кумановско                                                       |                                                                  |
| 6.                                                               | Нане Десподов                                                    | Кратово                                                          | Кратовско                                                        |                                                                  |
| 7.                                                               | Саздо Ямболов                                                    | Кратово                                                          | Кратовско                                                        |                                                                  |
| 8.                                                               | Атанас Славов                                                    |                                                                  |                                                                  |                                                                  |
| 9.                                                               | Петруш Арсов                                                     | Облавци                                                          | Кумановско                                                       |                                                                  |
| 10.                                                              | Георги Васев                                                     | Преод                                                            | Щипско                                                           |                                                                  |
| 11.                                                              | Величко Кръстев                                                  | Шупли камен                                                      | Кумановско                                                       |                                                                  |
| 12.                                                              | Богдан Божинов                                                   | Нагоричино                                                       | Кумановско                                                       |                                                                  |
| 13.                                                              | Величко Спасов                                                   | Нагоричино                                                       | Кумановско                                                       |                                                                  |
| 14.                                                              | Донко Трайков                                                    | Нагоричино                                                       | Кумановско                                                       |                                                                  |
| 15.                                                              | Дончо Йосифов                                                    | Кетеново                                                         | Кратовско                                                        |                                                                  |
| 16.                                                              | Лазо Велков                                                      | Дивле                                                            | Скопско                                                          |                                                                  |
| 17.                                                              | Ильо Трайков                                                     | Коняри                                                           | Скопско                                                          |                                                                  |
| 18.                                                              | Томе Трайков                                                     | Коняри                                                           | Скопско                                                          |                                                                  |
| 19.                                                              | Гани Арсов                                                       | Пезово                                                           | Скопско                                                          |                                                                  |
| 20.                                                              | Йосе Йонев                                                       | Куманово                                                         | Кумановско                                                       |                                                                  |
| 21.                                                              | Гаврил                                                           |                                                                  |                                                                  |                                                                  |

На 9 юни 1915 година в местността Островица при село Габреш, Кумановско, четата на Кръсто Лазаров отново дава сражение на сръбски войски, в което са убити 9 сръбски войници, а четата не дава жертва. На 27 август в местността Бислим, на 5 километра от Куманово, четата е обградена от три дружини редовна войска с артилерия. След четиридневно сражение сръбските части дават десетки убити и ранени, а жертвите на четата са 12 убити и 7 ранени, включително и войводата.
Ранен няколко пъти в последвали сражения, Кръсто Лазаров се оттегля и в периода 1915 – 1918 година се поставя в услуга на българската администрация и армия. Участва и в потушаването на Топлишкото въстание през 1917 година. През 1917 година подписва Мемоара на българи от Македония от 27 декември 1917 година. След Солунското примирие подпомага изтеглянето на български военни в България. Награден е с орден „За военна заслуга“, VI степен.

### Войвода на ВМРО
През 1922 година Кръсто Лазаров обикаля с редовна чета в Кумановско, но от юли 1924 година контролът на сръбската граница се засилва, както и този в окупирана Македония. До 1925 година влизането и обикалянето с чета става много трудно, сърбите начесто поставят засади, след предателства се разкриват и афери. Постепенно намалява масовостта и интензивността на четническите акции, а през 1930 година четата на Кръстю Лазаров е спряна още на границата с Югославия. От септември 1931 година до май 1933 година Боян Мирчев записва спомените на войводата, които се пазят в Централния държавен архив.

### По време на Втората световна война
След освобождението на Вардарска Македония през април 1941 година Лазаров се завръща в Куманово, като в периода 1941 – 1944 г. се радва на голяма почит от страна на властта и народа. През 1942 година на първото годишно събрание на Кумановското дружество на Илинденската организация е избран с пълно мнозинство за негов почетен председател. Председателят на дружеството Тодор Сопотски прочита следната нота в негова чест: 
| „ | И днес, когато желаната свобода е постигната и великото дело завършено. Илинденци са щастливи да ви виждат здрав и бодър между тех, пожелават ви крепко здраве и дълъг още живот при Велика България и Ви превъзгласяват за доживотен свой почетен председател. | “ |

На 15 септември 1942 година в местността Орловец, където в 1915 година Лазаров води голямо сражение, е поставен петметров кръст и е организирано поклонение. Присъстват Кръстьо Лазаров и двамата оцелели четници Траян Стойчев и Величко Спасов и 20 000 души от околията. Архимандрит Стефан отслужва панихида в памет на загиналите четници, на която присъства делегация на Кумановското благотворително братство, кметът на Кюстендил Георги Ефремов, конен взвод и работници от Скопие. Областният директор Димитър Раев обявява, че цар Борис III е наградил войводата с орден „Свети Александър“ V степен, а живите му другари с орден „Свети Александър“ VI степен, както и с парични награди. Лазаров е обявен за почетен член на Съюза на запасните подофицери. Получава приветствия от министрите Петър Габровски и Добри Божилов и от управляващия Скопско-Велешка епархия митрополит Софроний. Кметът на Куманово Милан Гоцев му дарява къща в града, а кумановското население – 180 000 лева.
Лазаров действа като войвода на контрачета, бореща се срещу комунистическите партизани, с център на действие село Матейче.
През ноември 1944 година в Куманово е установена комунистическа власт. В резултат на 14 януари 1945 г. Лазаров е осъден на смърт от Скопския военнополеви съд като „големобугарин“. Войводата Лазаров е разстрелян още същия ден, при Кумановското клане, заедно с още 47 видни българи, сред които и войводите Тодор Сопотски и Игнат Мангъров.
Лидерът на ВМРО Иван Михайлов пише за Лазаров:
| „ | Една истинска жива легенда бе и ще остане името на Кръсто Лазаров, кумановския войвода; легенда, каквато не се среща така често… и множество българи не биха повярвали, че в техната среда е живял подобен герой – колкото недостижим по храброст и преданост, толкова самозаличен по скромност. Към четиридесет и седем сражения бе изнесъл Кръсто против турци и сърби; половината от тях над десет часа всяко… А историята на нашето движение ще му отдели достойно място, за да четат поколенията и укрепват националната си гордост чрез подвизите, вярата и предаността на Кръсто към нацията и свободата. Този българин бе изваян сякаш от гранит… | “ |